# Аркот (княжество)

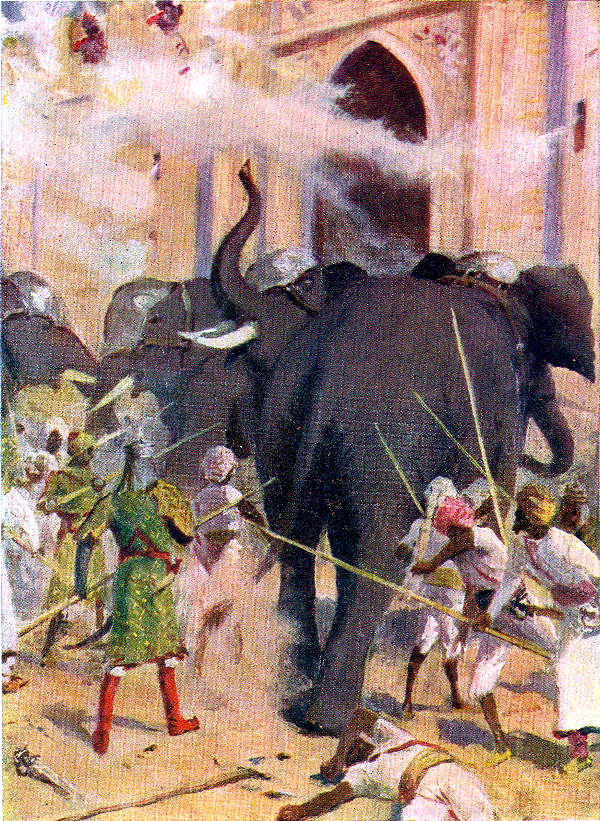
Оборона Аркота силами Клайва в 1751 году

Аркот или Карнатака, — княжество с центром в Аркоте, возникшее на юге Индии при распаде империи Великих Моголов. На протяжении своего существования находилось в противостоянии с наяками юга полуострова, наследниками Виджаянагарской империи. В 1743 году навабы Аркота попали в зависимость от Хайдерабада, затем от Франции. Впоследствии они признали зависимость от Британской Ост-Индской компании и позже от Великобритании. В 1855 году Аркот был присоединён к британским колониальным владениям в Индии.

## История
Навабы Аркота считали себя потомками халифа Омара. Основателем государства стал Зульфикар Али-хан, который в 1692 году получил наместничество (навабство) Карнатака вдоль Коромандельского побережья за успешные действия против чхатрапати Раджарама. Во время своего правления Зульфакар много сделал для укрепления власти Моголов на этих землях. При его правлении была возведена стратегически важная крепость Джинджи, которая стала столицей наместничества.
После смерти в 1707 году падишаха Аурангзеба начался упадок империи. Однако только в 1712 году, при падишахе Джахандар Шахе, наваб Мухаммад Саадатула-хан I стал независимым. Он перенёс столицу в Аркот и начал завоевание земель, ранее входивших в состав султаната Голконда.
Его усилия по расширению территории продолжил Дост Али-хан, который в 1736 году захватил Мадурай. Однако в этот период он столкнулся с амбициями пешвы маратхов Баладжи Баджи-рао, войска которого разбили наваба Аркота. В результате была захвачена столица государства, а Дост Али погиб. Впоследствии началась борьба за трон, в которую также вмешался низам Хайдарабада, который в итоге возвёл на престол в 1744 году зависимого от себя Анвар-уд-дина Мухаммад-хана.
Последний пытался восстановить престиж и влияние Аркота, однако в результате первой и второй Карнатикских войн навабство Акот потеряло самостоятельность.
В 1746 году Анвар-уд-дин вмешался в конфликт между англичанами и французами (в это время шла Война за австрийское наследство). Поводом для войны с французами стал захват последними Мадраса. Анвар-уд-дин попытался отбить Мадрас, однако потерпел неудачу. Вскоре французский отряд под руководством Паради нанёс поражение аркотской армии при форте Св. Фомы. Это была первая битва, где европейцы показали решительное преимущество своей тактики и оружия над местными индийскими правителями.
В 1749 году началась новая борьба за трон, которая была вызвана амбициями зятя Дост Али-хана, Чанди Сахиба. Последнего поддержали французы и Музаффар Джанг, претендент на трон низама Хайдарабада. Авар-уд-дин в том же году потерпел поражение и погиб в битве при Амбури. Его старший сын Махфуз-хан оказался в плену, другой — Мухаммад Али — бежал в Тируччираппалли. Здесь он получил помощь от англичан и Насир Джанга, низама Хайдарабада. Однако быстро изменение ситуации заставило Мухаммада Али оставаться на месте. Лишь в 1751 году вместе с Сандерсом, английским губернатором Мадраса, он начал боевые действия за трон Аркота. Наконец, в 1754 году Мухаммад Али вернул отцовский трон Аркота, став новым правителем под именем Мухаммад Али-хан Валаджах.
Мухаммад Али-хан Валаджах и его сын Гулам Хусейн участвовали в четырёх англо-майсурских войнах на стороне Британской Ост-Индской компании. Однако если в первых войнах они получали какую-то выгоду, то в итоге превратились в зависимых от англичан правителей. В дальнейшем навабство Аркот стало одним из зависимых туземных княжеств Британской Индии. После смерти в 1855 году последнего наваба земли Аркота были захвачены британцами.
Одному из родственников умершего наваба — Азиму Джаху — был присвоен титул князя Аркота с выплатой денежного содержания. Его потомки сохраняют этот титул до сих пор.

## Список правителей

### Субадары навабы Карнатаки
| Имя | Имя                        | Начало правления | Конец правления |
| --- | -------------------------- | ---------------- | --------------- |
| 1   | Зульфикар Хан Нусрат Джанг | 1692             | 1703            |
| 2   | Дауд-хан Панни             | 1703             | 1710            |
| 3   | Саадатулла-хан I           | 1710             | 1732            |
| 4   | Дост Али-хан               | 1732             | 20 мая 1740     |
| 5   | Сафдар Али-хан             | 20 мая 1740      | 2 октября 1742  |
| 6   | Саадатулла-хан II          | 2 октября 1742   | 4 июля 1744     |
| 7   | Анвар-уд-дин-хан           | 4 июля 1744      | 3 августа 1749  |

### Полунезависимые навабы Карнатаки
| Имя | Имя            | Начало правления | Конец правления |
| --- | -------------- | ---------------- | --------------- |
| 1   | Анваруддин-хан | 1744             | 3 августа 1749  |

### Навабы Карнатаки под европейским влиянием
| Имя | Имя                         | Начало правления | Конец правления |
| --- | --------------------------- | ---------------- | --------------- |
| 1   | Чанда Сахиб                 | 1749             | 12 июня 1752    |
| 2   | Мухаммад Али Хан Валла-Джах | 3 августа 1749   | 13 октября 1795 |
| 3   | Умдат уль-Умара             | 13 октября 1795  | 15 июля 1801    |
| 4   | Азим уд-Даула*              | 15 июля 1801     | 2 августа 1819  |
| 5   | Азам Джах                   | 2 августа 1819   | 12 ноября 1825  |
| 6   | Гулам Мухаммад Гхаус Хан    | 12 ноября 1825   | 7 октября 1855  |

- Серебряная затемненная полоса означает вассала Французской Ост-Индской компании
- Желтая затемненная полоса означает вассалов Британской Ост-Индской компании
- Подписал Карнатикский договор 1801 года о передача налоговых прав Британской Ост-Индской компании

### Князья Аркота
| 1. | Азим Джах                                  | 1867—1874    |
| 2. | Захир уд-Даула Бахадур                     | 1874—1879    |
| 3. | Интимаз уль-Мульк Муаззал уд-Даула Бахадур | 1879—1889    |
| 4. | Мухаммад Мунавар Хан Бахадур               | 1889—1903    |
| 5. | Гулам Мухаммад Али Хан Бахадур             | 1903—1952    |
| 6. | Гулам Мохиуддин Хан Бахадур                | 1952—1969    |
| 7. | Гулам Мухаммад Абдул Хадер                 | 1969—1993    |
| 8. | Мухаммад Абдул Али                         | 1993 — н. в. |